# Misr University for Science & Technology
De Misr University for Science & Technology (Arabisch: جامعة مصر للعلوم والتكنولوجيا, afgekort MUST) is een universiteit in Zes Oktober, Egypte. De universiteit werd opgericht in 1996 door Professor Dr. Souad Kafafi en was toen een van de eerste privé-universiteiten in Egypte. Volgens de ranking van 4icu.org bereikte de universiteit in 2013 plek 5476 op de wereldranglijst.

## Faculteiten
De universiteit heeft de volgende faculteiten:
- Faculteit Geneeskunde
- Faculteit Tandchirurgie
- Faculteit Farmacie
- Faculteit Fysiotherapie
- Faculteit Techniek
- Faculteit Bedrijfskunde en Economie
- Faculteit Massamedia en Communicatietechnologie
- Faculteit Vreemde Talen en Vertalen
- Faculteit Informatica
- Faculteit Biotechnologie
- Faculteit Toegepaste Medische Wetenschappen
- Faculteit Archeologie en Toerisme

## Raad van bestuur
De raad van bestuur bestaat uit de volgende personen:

### Rector
- Prof. Muhammad H. El-Azzazi

### Vice-rectoren
- Prof. Farouk Abu-Zaid, portefeuille gemeenschapssamenwerking
- Prof. Dr. Muhammad El-Saadani, portefeuille PhD-programma's en onderzoek
- Prof. Mahmoud Abo El-Nasr, portefeuille onderwijs en studentenzaken